# Jean-François Boyvin de Bonnetot
Jean-François Boyvin de Bonnetot, marquis de Bacqueville, né à Bacqueville-en-Caux en 1688 et mort à Paris le 7 octobre 1760 dans l'incendie de sa maison (certaines sources donnent 1786 pour la date de sa mort), effectua une des premières tentatives de vol humain.

## Biographie

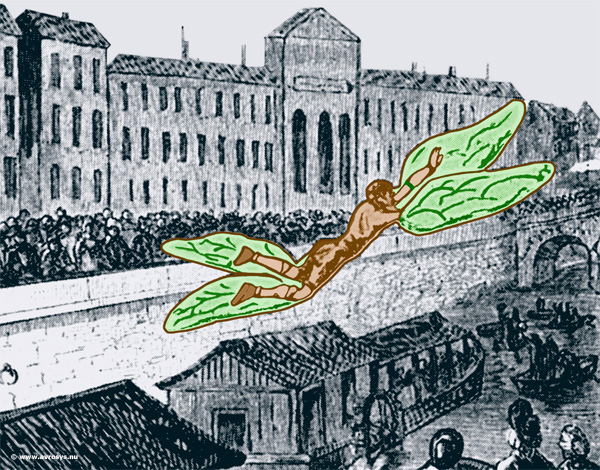
Exploit du marquis de Bacqueville, le 19 mars 1742

Fils d'un Premier président de la Chambre des comptes de Rouen, colonel, il fabrique en 1742 un système d'ailes. Le 19 mars 1742, il s'élance du toit de l'hôtel de Bouillon à l'angle de la rue des Saints-Pères, quai des Théâtins à Paris (aujourd'hui quai Voltaire). Muni de sortes d'ailes fixées aux bras et aux jambes, il plana 300 m au-dessus de la Seine avant de tomber sur un bateau-lavoir, se brisant une jambe. Il soulève alors les moqueries de ses contemporains, et ne volera plus jamais.
Parmi les nombreux spectateurs de cette scène se trouvait Jean-Jacques Rousseau qui abordera la même année le sujet de l'homme-oiseau dans son mémoire intitulé Le Nouveau Dédale.
Bien avant cette expérience, Boyvin de Bonnetot s'était acquis une réputation d'original : Saint-Simon dans ses Mémoires pour l'année 1720 raconte que Pulchérie de Châtillon-Porcien-Argenton - qu'il avait épousée en 1714 - dut se séparer de lui en raison de ses extravagances.
Mais rien n'a subsisté de ses travaux, ses plans ayant disparu dans l'incendie de son hôtel particulier.
Jules Verne l'évoque au chapitre VI de son roman Robur-le-Conquérant.